# Shaun Brooks
Shaun Brooks (Reading, 9 ottobre 1962) è un ex calciatore inglese, di ruolo centrocampista.

## Biografia
Suo padre Johnny è stato a sua volta un calciatore professionista (ha anche giocato nella nazionale inglese).

## Carriera
Dopo aver giocato nelle giovanili dei londinesi del Crystal Palace Brooks esordisce tra i professionisti con la prima squadra dei Glaziers durante la stagione 1979-1980, nella quale gioca una partita nella prima divisione inglese; nella stagione successiva, che il club conclude con una retrocessione in seconda divisione, il centrocampista gioca invece 17 partite. Tra la stagione 1982-1983 e la prima metà della stagione 1983-1984 totalizza poi 4 reti in 36 presenze in seconda divisione, finché nel dicembre del 1983 viene ceduto ad un altro club londinese, il Leyton Orient, con cui rimane fino al termine della stagione 1986-1987 totalizzando nell'arco di tre stagioni e mezzo (in terza divisione per una stagione e mezzo, ovvero fino al termine della stagione 1984-1985, ed in quarta divisione nel biennio seguente) 148 presenze e 26 reti in incontri di campionato. Successivamente si accasa al Bournemouth, club neopromosso in seconda divisione, categoria in cui gioca fino al termine della stagione 1989-1990, rimanendo poi alle Cherries (con cui segna in totale 13 reti in 128 partite di campionato giocate) anche nel biennio 1990-1992, trascorso in quarta divisione. Dal 1992 al 1994 gioca invece nei semiprofessionisti del Dorchester Town in Southern Football League (sesta divisione), per poi giocare nuovamente da professionista ancora con il Bournemouth (una presenza in terza divisione all'inizio della stagione 1994-1995) e dal dicembre del 1994 con il Leyton Orient (50 presenze e 2 gol, con la seconda parte della stagione 1994-1995 trascorsa in terza divisione e la stagione 1995-1996 trascorsa in quarta divisione). Si ritira infine nel 1997, all'età di 35 anni, dopo un'ultima stagione trascorsa giocando con i semiprofessionisti del Worthing.
In carriera ha totalizzato complessivamente 381 presenze e 45 reti nei campionati della Football League.

## Palmarès

### Club

#### Competizioni regionali
- Dorset Senior Cup: 1

Dorchester Town: 1993-1994